# 霍童暴动旧址
霍童暴动旧址，建筑名称为宏街宫，是位于中国福建省宁德市蕉城区霍童镇的一个中国共产党革命遗址，宁德市（县级）人民政府于1992年12月将其公布为第二批县级文物保护单位。
霍童暴动旧址是叶飞、颜阿兰等中国共产党闽东早期领导人于1933年5月28日发动霍童暴动的场所，该暴动也是中共在宁德县历史上第一次发动的暴动，而暴动发生地宏街宫是霍童民团所在地，占地面积400平方米，始建于清朝，穿斗式木构歇山顶，面阔五间，进深四间。